# Tridentea pachyrrhiza
Tridentea pachyrrhiza är en oleanderväxtart som först beskrevs av Moritz Kurt Dinter, och fick sitt nu gällande namn av Leslie Larry Charles Leach. Tridentea pachyrrhiza ingår i släktet Tridentea och familjen oleanderväxter. Inga underarter finns listade i Catalogue of Life.